# Opel Dakar Team
Az Opel Dakar Team egy magyar tereprali csapat. Pilótája és tulajdonosa Szalay Balázs.

## Történelem
Noha kívülről talán nem úgy tűnik, a tereprali igenis csapatsport, méghozzá a szó legnemesebb értelmében. Nincs siker gondosan megtervezett és felépített stratégia, összehangolt munka nélkül, s ezt Szalay Balázs is már egészen korán belátta: 1996-ban hozta létre egyesületét, a Szalay Express Dakar Teamet.
2003 áprilisában Szalay Balázs gyári támogatáson kezdett el gondolkodni, és szerződést kötött az Opellel. 2004 januárjában már egy Opel Fronterával, és Bunkoczi László személyében új navigátorral állt rajthoz a Dakaron. A hármas azóta is megbonthatatlan, az itinert azóta is Bunkoczi diktálja, s bár a típus változott (most egy Mokkával száguld a páros), a márka, vagyis az Opel maradt.
És ahogy egyre szorosabbá vált az együttműködés, ahogy egyre profibbá képezte magát a háttércsapat, úgy jöttek egyre másra a sikerek.
Magyar bajnoki cím 2010-ben (hét futamból három győzelemmel), Közép-európai Zóna Trófea-elsőség háromszor egymás után, s 2012- ben újabb hatalmas nemzetközi siker: második hely a Selyemút-ralin, amelyen a gyári versenyzőkön a komplett nemzetközi élmezőny képviseltette magát.
2019-ben 20. helyen végzett a Dakar ralin, megismételve a korábbi legjobb helyezésüket.

## Autók[3]

### Opel Mokka

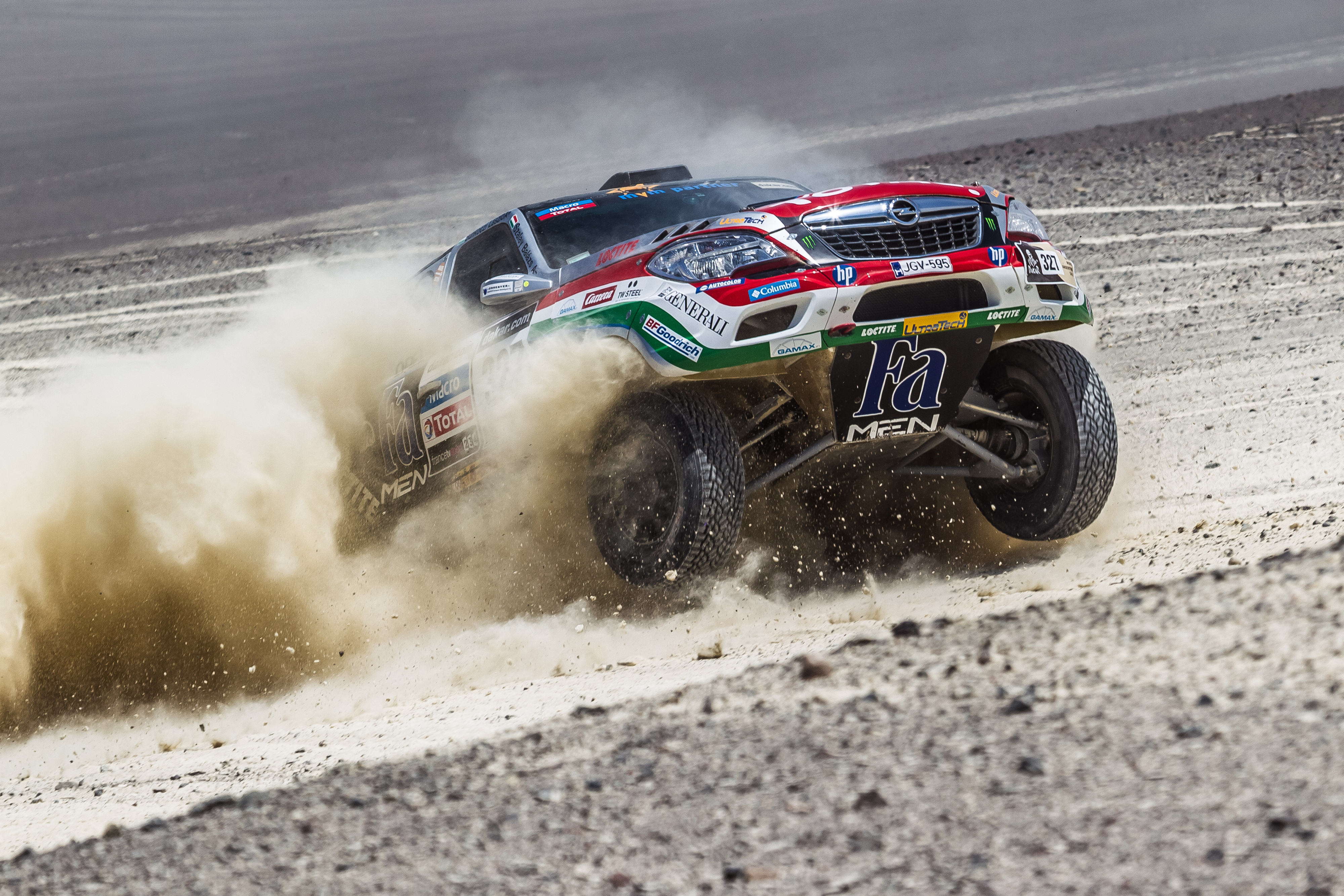
Opel Mokka 2013

| GM gyári versenymotor | GM gyári versenymotor                                                                            |
| --------------------- | ------------------------------------------------------------------------------------------------ |
| Típus:                | LS3                                                                                              |
| Hengerűrtartalom:     | 6200cm3, V8-as                                                                                   |
| Teljesítmény:         | 380 lóerő (szűkítővel)                                                                           |
| Nyomaték:             | 660 Nm (szűkítővel)                                                                              |
| Vezérlés:             | Motec M800                                                                                       |
| Befecskendezők:       | Bosch                                                                                            |
| Speciális szűkítő:    | 36 mm                                                                                            |
| Végsebesség:          | 180 km/óra                                                                                       |
| Gyorsulás:            | 7,4 másodperc alatt 0-100 km/órára                                                                                                 |
| Az autó mérete        |                                                                                                  |
| Súlya:                | 2150 kg (pótkerekekkel és 50 liter üzemanyaggal)                                                 |
| Szélessége:           | 2000 mm                                                                                          |
| Magassága:            | 1770 mm                                                                                          |
| Hosszúsága:           | 4150 mm                                                                                          |
| Futómű:               | elöl-hátul független felfüggesztés, kerekenként 2 db 4.42, lengéscsillapító, Einbach spirálrugók |
| Rugóút:               | elöl 250 mm, hátul 250 mm                                                                        |
| Váltó:                | X-track szekvenciális, hatsebességes (speciálisan az Opel Mokka-ba gyártva)                      |
| Kuplung:              | Tilton 3 tárcsás, 7 1/4 inch átmérőjű                                                            |
| Osztómű:              | X-track egybeépítve a sebességváltóval                                                           |
| Benzintank:           | ATL 550 literes biztonsági gumitank (1 literes napi tankkal)                                     |
| Differenciálmű:       | X-Track 247 (elöl-hátul)                                                                         |
| Gumi:                 | Toyo Race Tyre, átmérő: 805 mm                                                                   |
| Felni:                | Evo Corse 16 colos                                                                               |
| Felépítmény:          | Karbon - kevlár összesen 62 kg                                                                   |

## Kamionok[4]

### MAN 18.285 versenykamion

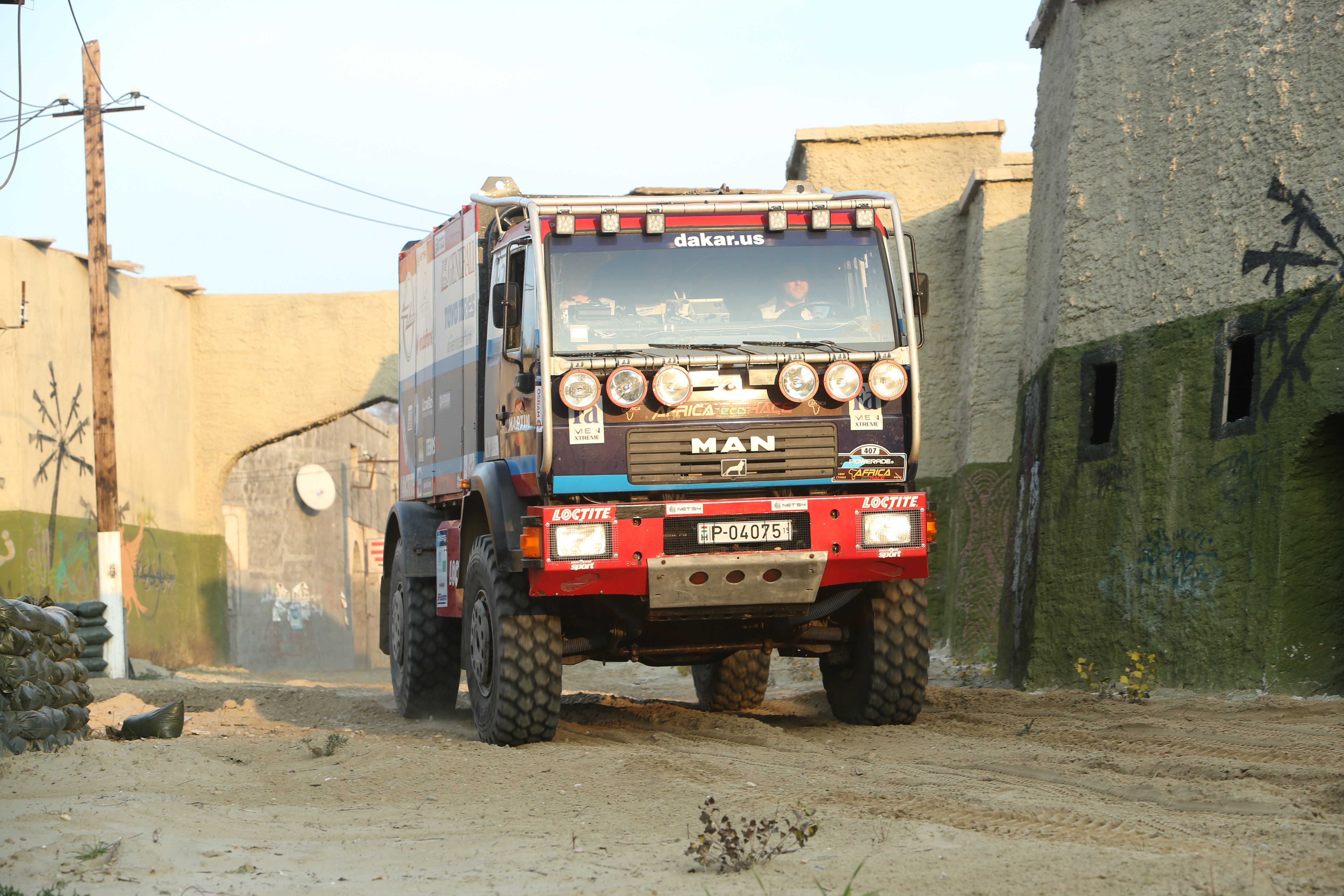
Opel Dakar Team versenykamion

| Technikai adatok    | Technikai adatok                                              |
| ------------------- | ------------------------------------------------------------- |
| Típusa:             | MAN 18.285                                                    |
| Teljesítmény:       | 450 Le                                                        |
| Forgatónyomaték:    | 1650 Nm                                                       |
| Futómű:             | elöl-hátul merevhíd, kerekenként 2 öhlins lengéscsillapítóval |
| Benzintank:         | 2 db, összesen 1000 liter                                     |
| Végsebesség:        | 170 km/h                                                      |
| Gyorsulás:          | 13,8 mp. (0-100)                                              |
| Súly:               | üresen 7 tonna, alkatrészekkel, tele tankkal 9 tonna          |
| Váltó:              | ZF 16S109                                                     |
| Automata kerékfújó: | Syegon típusú                                                 |
| Gumik:              | Michelin XZL 14R20                                            |
| Felépítmény:        | alumínium                                                     |

### MAN 19.464 FAK 4x4 szervizkamion
| Technikai adatok    | Technikai adatok                                              |
| ------------------- | ------------------------------------------------------------- |
| Típusa:             | MAN 19.464                                                    |
| Teljesítmény:       | 460 Le                                                        |
| Forgatónyomaték:    | 2100 Nm                                                       |
| Futómű:             | elöl-hátul merevhíd, kerekenként 2 öhlins lengéscsillapítóval |
| Benzintank:         | 2 db, összesen 1000 liter                                     |
| Végsebesség:        | 150 km/h                                                      |
| Súly:               | üresen 11 tonna, alkatrészekkel, tele tankkal 14 tonna        |
| Váltó:              | ZF 16S221                                                     |
| Automata kerékfújó: | Syegon típusú                                                 |
| Gumik:              | Michelin XZL 14R20                                            |
| Felépítmény:        | alumínium / acél                                              |

### MAN 27.464 DF/AC 6x6 szervizkamion
| Technikai adatok    | Technikai adatok                                              |
| ------------------- | ------------------------------------------------------------- |
| Típusa:             | MAN 27.464                                                    |
| Teljesítmény:       | 460 Le                                                        |
| Forgatónyomaték:    | 2100 Nm                                                       |
| Futómű:             | elöl-hátul merevhíd, kerekenként 2 öhlins lengéscsillapítóval |
| Benzintank:         | 2 db, összesen 1000 liter                                     |
| Végsebesség:        | 150 km/h                                                      |
| Súly:               | üresen 12 tonna, alkatrészekkel, tele tankkal 17 tonna        |
| Váltó:              | ZF 16S221                                                     |
| Automata kerékfújó: | Syegon típusú                                                 |
| Gumik:              | Michelin XZL 14R20                                            |
| Felépítmény:        | alumínium / acél                                              |